# Henryk Marcinkowski
Henryk Marcinkowski (ur. 6 czerwca 1923 w Gnieźnie, zm. 18 lutego 2007 w Poznaniu) – polski architekt, nauczyciel akademicki, członek Stowarzyszenia Architektów Polskich O. Poznań, Wielkopolskiej Okręgowej Izby Architektów RP i Głównego Sądu Koleżeńskiego SARP. Wiceprezes ZO SARP (1965–1971). Laureat Honorowej Nagrody Oddziału Poznańskiego SARP 2005, żołnierz Armii Krajowej, ps. Czarny Kot.

## Życiorys
Absolwent Wydziału Architektury Politechniki Wrocławskiej (1964). W latach 1949–1951 pracował w Pracowni Wystaw i Targów, następnie był projektantem i kierownikiem pracowni służby zdrowia w Miastoprojekcie Poznań (1951–1977) oraz naczelnym inżynierem Biurze Projektów Budownictwa Wiejskiego (1957–1958). Starszy wykładowca na Wydziale Architektury Politechniki Poznańskiej. Doradca i referent Komisji Kurialnej Archidiecezji Poznańskiej do spraw budowy kościołów. Kierował odbudową Hotelu Bazar po 1945.
Autor ok. 130 obiektów m.in.: pawilon gleboznawstwa dla Akademii Rolniczej w Poznaniu (1951, ul. Podlaska – pierwsze dzieło), kąpielisko w Ostrowie Wielkopolskim (1953), część Kostrzyńskiej Fabryki Celulozy (1953), kościół w Gorzykowie (adaptacja obory, 1957), kościół w Mochach (1958-1959), kościół Wniebowzięcia Najświętszej Maryi Panny w Poznaniu (1974), Wojewódzki Szpital Wielospecjalistyczny w Kaliszu (1973–1989), Szpital Wojewódzki w Poznaniu (1966–1972), kościół Matki Boskiej Częstochowskiej w Poznaniu i pomnik Kombatantów 1918–1956 na Cmentarzu Komunalnym na Miłostowie (1999).
Zmarł 18 lutego 2007 w Poznaniu i został pochowany na Cmentarzu Komunalnym na Junikowie.

## Odznaczenia i nagrody
- Krzyż Kawalerski Orderu Odrodzenia Polski
- Krzyż Partyzancki
- Złoty Krzyż Zasługi
- Srebrny Krzyż Zasługi
- Krzyż Armii Krajowej
- Odznaka Honorowa Miasta Poznania
- Odznaka Honorowa Miasta Kalisza
- Odznaka Zasłużony dla Województwa Poznańskiego
- Honorowa Nagroda SARP O. Poznań (2005)